# Diocesi di Neapoli di Caria
La diocesi di Neapoli di Caria (in latino Dioecesis Neopolitana in Caria) è una sede soppressa del patriarcato di Costantinopoli e una sede titolare della Chiesa cattolica.

## Storia
Neapoli di Caria, nell'odierna Turchia, è un'antica sede episcopale della provincia romana della Caria nella diocesi civile di Asia. Faceva parte del patriarcato di Costantinopoli ed era suffraganea dell'arcidiocesi di Stauropoli.
La diocesi è documentata nelle Notitiae Episcopatuum del patriarcato di Costantinopoli fino al XII secolo.
Sono quattro i vescovi attribuiti a questa antica diocesi. Andrea partecipò al terzo concilio di Costantinopoli nel 680-681. Doroteo assistette al secondo concilio di Nicea nel 787. Al concilio di Costantinopoli dell'879-880 che riabilitò il patriarca Fozio di Costantinopoli presero parte due vescovi, Costantino e Cirico; questo secondo vescovo probabilmente era sostenitore del patriarca Ignazio I, antagonista di Fozio.
Dal 1933 Neapoli di Caria è annoverata tra le sedi vescovili titolari della Chiesa cattolica; il titolo finora non è stato assegnato.

## Cronotassi dei vescovi greci
- Andrea † (menzionato nel 680)
- Doroteo † (menzionato nel 787)
- Costantino † (menzionato nell'879)
- Cirico † (menzionato nell'879)